# الشقعة (لحج)
الشقعه هي إحدى قرى الجمهورية اليمنية. وهي تتبع جغرافيًا لمحافظة لحج. وإداريًا لمديرية تبن. يبلغ تعداد سكانها 1866 نسمة حسب الإحصاء الذي جرى عام 2004.